# Little 15
«Little 15» (в переводе с англ. — «Всего пятнадцать») — песня британской группы Depeche Mode, четвёртый сингл из их шестого студийного альбома Music for the Masses, 21-й в дискографии группы. Вышел 16 мая 1988 года. В США оригинального коммерческого релиза не было.

## О песне
Эта песня не планировалась к выходу в качестве сингла, более того, она неохотно была включена в трек-лист альбома. Однако, французский издающий лейбл пожелал выпустить эту песню отдельно. Сингл стал очень популярным за пределами Великобритании, при этом в самой Великобритании его популярность оказалась гораздо более низкой — песня поднималась лишь на 60-е место в UK Singles Chart — это второй самый низкий показатель для синглов Depeche Mode. В отличие от предыдущих синглов группы, для этого сингла не было использовано обозначение «BONG» в каталожном номере, впервые со времён «Leave in Silence», вышедшего в 1982 году.
Название песни и статус незначительного релиза способствовали тому, что сингл получил специальный каталожный номер «LITTLE15». В этом смысле он может рассматриваться как «малый» релиз, между BONG15 («Behind the Wheel») и BONG16 («Everything Counts (Live)»). По иронии судьбы, «Little 15» не попала во французский чарт, но она также была выпущена в виде сингла в других странах, став, в конечном счёте, успешной: в Западной Германии — № 16, в Австрии — № 25 и в Швейцарии попала в Top 20 под № 18.
На момент выпуска сингла ремиксов на песню не существовало (версии песни на релизах 12" и 7" схожи с альбомной), однако есть два инструментальных би-сайда, оба исполненные Аланом Уайлдером на фортепиано. Первый, «Stjarna» (неправильно называемый «St. Jarna»), является исландским женским именем и означает «звезда», написан Мартином Гором. Сторона «Б» релиза 12" также содержит исполнение «Лунной сонаты» Людвига ван Бетховена. Согласно веб-сайту Алана Уайлдера, он не собирался использовать эти композиции в качестве би-сайдов, и исполнял их просто ради забавы, но Гор украдкой записал их. Исполнение Уайлдером песни не является вполне идеальным (оплошность возникает ближе к концу песни). Продюсирование обеих инструментальных композиций было выполнено самими участниками Depeche Mode (в отличие от главной песни, которую помимо них продюсировали ещё Дэниел Миллер и Дейв Бэскомб).
Видеоклип на «Little 15» снял режиссёр Мэртайн Эткинс. Клип был снят в Треллик-тауэр в Лондоне.
Between the Buried and Me выпустили кавер-версию на эту песню в их альбоме 2006 года, The Anatomy Of.

## Списки композиций
«Little 15» и «Stjarna» написаны Мартином Гором. «Moonlight Sonata» написана Людвигом ван Бетховеном, сыграна Аланом Уайлдером.
| №  | Название    | Длительность |
| -- | ----------- | ------------ |
| 1. | «Little 15» | 4:16         |
| 2. | «Stjarna»   | 4:25         |

| №  | Название                  | Длительность |
| -- | ------------------------- | ------------ |
| 1. | «Little 15»               | 4:16         |
| 2. | «Stjarna»                 | 4:25         |
| 3. | «Moonlight Sonata No. 14» | 5:36         |

## Чарты
| Чарт (1987—1988)                | Позиция |
| ------------------------------- | ------- |
| Австрия (Ö3 Austria Top 40)     | 25      |
| Media Control AG                | 16      |
| Швейцария (Schweizer Hitparade) | 18      |
| UK Singles Chart                | 60      |